# Alaptus minimus
Alaptus minimus is een vliesvleugelig insect uit de familie Mymaridae. De wetenschappelijke naam is voor het eerst geldig gepubliceerd in 1839 door Westwood.